# Iglesia de San Bartolomé (Villaro)
La iglesia de San Bartolomé es un inmueble de la localidad española de Villaro, en la provincia de Vizcaya.

## Descripción
El edificio se encuentra en la localidad española de Villaro, en la provincia de Vizcaya. Se menciona como iglesia parroquial del lugar en el decimosexto y último volumen del Diccionario geográfico-estadístico-histórico de España y sus posesiones de Ultramar de Pascual Madoz, donde aparece descrita con las siguientes palabras:

La igl. parr. (San Bartolomé Apóstol) fundada en 1338 y reedificada en 1513; tiene fachada gótica, con 4 columnas de piedra en los intercolumnios y 2 estatuas de San Pedro y San Juan, ademas de las de San Pablo y Ntra. Señora sobre la cornisa: su long. es de 101 pies, y su lat. de 42; hay bóvedas, 5 altares y torre; siendo notable un arco para sostener el coro, de mucho mérito, segun los inteligentes, pues presenta 40 pies de ancho, y desde el arranque á la clave solamente 8: hay 2 cuadros bastante buenos, uno de la escuela italiana, que representa al Crucificado, y el otro á Sta. Terresa de Jesus; la parr. está servida por 3 beneficiados de presentacion del ayunt., decano del cabildo y dueño de la casa de Urquizu en Yurre.
(Madoz, 1850, p. 272)